# Gleitfuge

Gleitfuge

Gleitfugen, auch Gleitflächen bzw. Gleitebenen genannt, sind ein Begriff aus der Geologie. Es sind Schichten unter der Erdoberfläche (in etwa 0,5–200 m Tiefe) mit geringerem Reibungswiderstand als in den umgebenden Schichten. Wenn der Reibungswiderstand kleiner wird als die Gravitationskräfte der darüber liegend Gesteins- und Erdmassen, dann können Gleitfugen das Rutschen von Hängen oder Grundbrüche auslösen. Dies kann begünstigt werden durch Eindringen von Wasser in die Gleitfuge bei starken Regenperioden und bei anstehendem Grundwasser. 